# Liste der Bodendenkmale in Ankum
In der Liste der Bodendenkmale in Ankum sind die Bodendenkmale der niedersächsischen Gemeinde Ankum aufgeführt. Die Quelle ist der Denkmalatlas Niedersachsen.
- Bitte beachten Sie, dass diese Liste keinen Anspruch auf Vollständigkeit erhebt.
- Die Angaben ersetzen nicht die rechtsverbindliche Auskunft der zuständigen Denkmalschutzbehörde.
- Es sind nur Daten aus dem Denkmalatlas verarbeitet.
- Der Stand der Liste ist der 16. Mai 2025.

Ankum im Landkreis Osnabrück

## Allgemein
In den Spalten finden sich folgende Informationen des Bodendenkmales:
| Lage         | geographische Koordinaten                                                           |
| Bezeichnung  | Bezeichnung lt. Denkmalatlas                                                        |
| Beschreibung | Beschreibung lt. Denkmalatlas                                                       |
| ID           | Objekt-ID                                                                           |
| Bild         | Bild, ggf. zusätzlich mit Link zu weiteren Fotos im Medienarchiv Wikimedia Commons. |

## Ahausen-Ankum
| Lage                       | Bezeichnung                | Beschreibung | ID       | Bild |
| -------------------------- | -------------------------- | --- | -------- | ---- |
| 52° 33′ 45″ N, 7° 53′ 7″ O | Ahausen-Ankum 1, Grabhügel | Durchmesser ca. 18 m und Höhe ca. 0,7 m. Rund. Rand nicht abgesetzt. Südl. Rand von Trampelpfad leicht angeschnitten. | 28937352 | BW   |

## Ankum
| Lage                        | Bezeichnung         | Beschreibung | ID       | Bild |
| --------------------------- | ------------------- | --- | -------- | ---- |
| 52° 32′ 55″ N, 7° 52′ 25″ O | Ankum 12, Grabhügel | Durchmesser ca. 25 m und Höhe ca. 1,8 m. Rund. Rand abgesetzt. N-Flanke durch Brunnen zerstört. Wahrscheinlich als Miete genutzt mit aufgeschütteten Sandrändern. Im Zentrum markante Einkuhlung von 5 m L., 3 m Br. und 0,7 m T. | 28937354 | BW   |
| 52° 32′ 33″ N, 7° 52′ 12″ O | Ankum 29, Kirche    | Kirchhofsburg. Ehemals zungenförmige Anlage in O-W-Ausrichtung auf einer Gesamtfläche von 160 (O-W) × 80 m. Ummauerter Bereich mit drei befestigten Toren, der Kirche im W und steinernen Speichern entlang der Mauerinnenseiten. Bis ins 1. Viertel des 19. Jhs. gut erhalten. Heute nur noch als Platz erkennbar. Ringmauer im Norden und Osten noch vorhanden. Der heutige Kirchenbau ist neoromanisch. Der Kirchhof war so stark befestigt, dass er um 1340 als "propugnaculum Anthem" bezeichnet wurde, dem militärische Bedeutung in einem vom Fürstbischof Ludwig II. von Münster gegen das Bistum Osnabrück geführten Krieg zukam. Noch 1796 sei die Befestigung als verteidigungsfähig betrachtet worden. | 28935898 | BW   |
| 52° 32′ 34″ N, 7° 52′ 18″ O | Ankum 63, Warte     | Durchmesser ca. 20 m und Höhe ca. 3,5 m. Runder Erdhügel. Steil geböscht, Hügelfuß von Steinmauer eingefasst. | 28935886 | BW   |

## Aslage
| Lage                        | Bezeichnung         | Beschreibung | ID       | Bild |
| --------------------------- | ------------------- | --- | -------- | ---- |
| 52° 32′ 48″ N, 7° 49′ 48″ O | Aslage 6, Grabhügel | Durchmesser ca. 17 m und Höhe ca. 2 m. Fast rund. Rand abgesetzt, mehrere flache Mulden.                                                          | 28937356 | BW   |
| 52° 32′ 6″ N, 7° 51′ 39″ O  | Aslage 7, Grabhügel | Durchmesser ca. 20 m und Höhe ca. 1 m. Rand abgesetzt. An N-W-Flanke durch Wassergraben angeschnitten und abgegrenzt. An der S-Seite Erdentnahme. | 28937358 | BW   |

## Brickwedde
| Lage                        | Bezeichnung             | Beschreibung                                                                                  | ID       | Bild |
| --------------------------- | ----------------------- | --------------------------------------------------------------------------------------------- | -------- | ---- |
| 52° 30′ 53″ N, 7° 54′ 7″ O  | Brickwedde 1, Grabhügel | Durchmesser ca. 15 m und Höhe ca. 0,5 m. Rund. Rand nicht abgesetzt; ausgeprägte Kuppenmulde. | 28937450 | BW   |
| 52° 31′ 16″ N, 7° 55′ 18″ O | Brickwedde 2, Grabhügel | Größe ca. 14 × 11 m und Höhe ca. 0,5 m. Oval. Zwei Mulden in der Kuppe.                       | 28937452 | BW   |

## Druchhorn
| Lage                       | Bezeichnung             | Beschreibung | ID       | Bild |
| -------------------------- | ----------------------- | --- | -------- | ---- |
| 52° 35′ 12″ N, 7° 53′ 6″ O | Druchhorn 85, Grabhügel | Durchmesser ca. 13,5 m und Höhe ca. 1,1 m. Rund. Rand gut abgesetzt. O-Teil durch Straßenbau angeschnitten. Flache Kuppenmulde.                                                      | 28937696 | BW   |
| 52° 35′ 11″ N, 7° 53′ 5″ O | Druchhorn 86, Grabhügel | Durchmesser ca. 14 m und Höhe ca. 1,3 m. Rund. Rand gut abgesetzt. Im Zentrum Einstich.                                                                                              | 28937698 | BW   |
| 52° 35′ 13″ N, 7° 53′ 6″ O | Druchhorn 87, Grabhügel | Durchmesser ca. 11 m und Höhe ca. 0,8 m. Unförmig. O-Seite durch Straßenbau angeschnitten. Aufschüttungen im südl. und nördl. Randgebiet (wahrscheinlich durch Straßenbaumaßnahmen). | 28937700 | BW   |

## Holsten
| Lage                        | Bezeichnung          | Beschreibung | ID       | Bild |
| --------------------------- | -------------------- | --- | -------- | ---- |
| 52° 34′ 0″ N, 7° 50′ 8″ O   | Holsten 1, Grabhügel | Durchmesser ca. 18 m und Höhe ca. 1,7 m. Rund. Rand abgesetzt. | 28937720 | BW   |
| 52° 33′ 43″ N, 7° 50′ 37″ O | Holsten 2, Grabhügel | Durchmesser ca. 19 m und Höhe ca. 1,5 m. Rund. Rand abgesetzt. Abgeflachte Kuppe. | 28937722 | BW   |
| 52° 33′ 44″ N, 7° 50′ 37″ O | Holsten 3, Grabhügel | Durchmesser ca. 17 m und Höhe ca. 1,8 m. Rund. Hoch gewölbt, Rand abgesetzt. SW Randbereich läuft flacher aus. | 28937724 | BW   |
| 52° 33′ 14″ N, 7° 50′ 6″ O  | Holsten 10, Ringwall | Rest einer frühmittelalterlichen Burganlage. Heute ist nur noch ein 180 m langes Wallstück von 10 m Sohlenbreite und 2,5 m Höhe erhalten. Auf einer Flurkarte von 1788 soll noch ein regelmäßiges Viereck mit abgerundetem Grundriss eingezeichnet gewesen sein. Rothert spricht in seiner Beschreibung von einer Seitenlänge von 100 m und bezieht sich wohl auf die Schmalseite senkrecht zum Bachverlauf. Nach Auskunft von Anwohnern ist der heute sichtbare Wall neu aufgeschüttet. | 28935878 | BW   |

## Nortrup-Ankum
| Lage                        | Bezeichnung                | Beschreibung | ID       | Bild |
| --------------------------- | -------------------------- | --- | -------- | ---- |
| 52° 34′ 58″ N, 7° 52′ 24″ O | Nortrup-Ankum 3, Grabhügel | Durchmesser ca. 21 m und Höhe ca. 1,4 m. Ehemals rund. Rand abgesetzt. NW-Hälfte des Hügels durch Weg (NO-SW-verlaufend) und Tiefpflügen zerstört. | 28935882 | BW   |
| 52° 34′ 56″ N, 7° 52′ 23″ O | Nortrup-Ankum 4, Grabhügel | Durchmesser ca. 20 m und Höhe ca. 1,4 m. Rund. Rand gut abgesetzt. In der S-Hälfte mehrere kleine Einsenkungen (Tierbaue).                         | 28935884 | BW   |

## Rüssel
| Lage                        | Bezeichnung              | Beschreibung | ID       | Bild           |
| --------------------------- | ------------------------ | --- | -------- | -------------- |
| 52° 32′ 9″ N, 7° 53′ 57″ O  | Rüssel 2, Wittekindsburg | Niederungsburg. Ehemals annähernd trapezoide Hauptburg mit einer Innenfläche von ca. 7.600 m², die von einem Wall mit vorgelagertem Sohlgraben von ca. 75 m Seitenlänge geschützt war. Die Hauptburg wurde beim Bau von Stallungen zerstört. Nördl. der Hauptburg lag eine Vorburg, die lt. Oppermann-Schuchhardt 1888 eine Fläche von ca. 15.000 m² hatte und von ehemals 4 Vorwällen mit Gräben geschützt war. Von diesen Vorwällen sind heute noch erhalten: ein bogenförmig verlaufender Wall von ca. 160 m L. im NO-Bereich, Sohl-Br. ca. 8,5 m; H. bis 2,5 m, Störungen durch Bodenentnahme; zwei parallele Wälle in NNW-SSO-Ausrichtung mit westl. vorgelagertem Graben im NW-Bereich der Hauptburg. Der äußere - westl. - Wall hat eine L. von ca. 200 m, eine Sohl-Br. von ca. 14 m und eine H. bis 2 m, der Außengraben ist trocken; der innere Wall ist sehr schlecht erhalten, steil geböscht, Sohl-Br. ca. 4 m; H. bis 1,4 m. | 28935894 | Weitere Bilder |
| 52° 32′ 23″ N, 7° 54′ 30″ O | Rüssel 3, Grabhügel      | Durchmesser ca. 9 m und Höhe ca. 1 m. Rund. Rand abgesetzt. Kuppelmulde von 1 m Tiefe. Südwestl. Rand zum Acker hin abfallend. | 28949679 | BW             |
| 52° 32′ 24″ N, 7° 54′ 32″ O | Rüssel 4, Grabhügel      | Durchmesser ca. 19 m und Höhe ca. 1,8 m. Rund. Trichterförmige Kuppenmulde von 10 m Dm. und 0,7 m T. | 28936009 | BW             |
| 52° 32′ 23″ N, 7° 54′ 32″ O | Rüssel 5, Grabhügel      | Größe ca. 10 × 6 m und Höhe ca. 0,6 m. Oval. Flach auslaufend, im S zum tiefer liegenden Feld steiler abfallend. | 28949680 | BW             |
| 52° 31′ 17″ N, 7° 53′ 55″ O | Rüssel 8, Grabhügel      | Durchmesser ca. 15 m und Höhe ca. 0,6 m. Rund. Rand schlecht abgesetzt. Mulde im Zentrum. | 28951360 | BW             |
| 52° 30′ 56″ N, 7° 54′ 3″ O  | Rüssel 9, Grabhügel      | Durchmesser ca. 19 m und Höhe ca. 1,6 m. Rund. Rand abgesetzt. Kuppenmulde von 4 × 4 m, Tierbaue. | 28951361 | BW             |

## Tütingen
| Lage                        | Bezeichnung                    | Beschreibung | ID       | Bild |
| --------------------------- | ------------------------------ | --- | -------- | ---- |
| 52° 31′ 57″ N, 7° 51′ 37″ O | Tütingen 1, Motte (Ziegelboll) | Auf eine natürliche Anhöhe ist eine künstliche Anschüttung (Sand) von ca. 6 m H. und Dm. von ca. 25 – 30 m aufgesetzt. Im N und NW ist am Fuß eine wenige Meter breite terrassenförmige Abstufung des Hanges erkennbar. Steil geböscht mit zahlreichen Wegespuren an den Hängen. Vom äußeren Erscheinungsbild her könnte es sich bei dem Ziegelboll um eine hochmittelalterliche Burganlage vom Typ Motte handeln, auf deren abgeflachter Kuppe ehemals ein hölzerner Wehrturm stand. Lt. H. Hartmann (1870, 323 s. Lit.) war der Ziegelboll im Mittelalter und in der frühen Neuzeit der Galgenberg des Gogerichtes zu Ankum. Später wurde in der Nähe des „Galgberges“ eine Ziegelei angelegt und der Hügel mit dem Namen „Tichelberg“ benannt. | 28935896 | BW   |
| 52° 31′ 12″ N, 7° 52′ 34″ O | Tütingen 12,Grabhügel          | Durchmesser ca. 21 m und Höhe ca. 2,2 m. Rund. Im OSO-Bereich ein TP. In der Kuppe eine ca. 1,2 m tiefe, große runde Eingrabung. Am nordöstl. Hügelfuß ein Granitfindling von ca. 1 m L. und 0,8 m Br. | 28936011 | BW   |

### Tütingen 6
- ID: 28949565
- Grabhügelfeld mit neun runden Grabhügeln von 9 – 16 m Dm. und 0,6 – 1,3 m H.

| Lage                       | Bezeichnung | Beschreibung                                                                                              | ID       | Bild |
| -------------------------- | ----------- | --- | -------- | ---- |
| 52° 31′ 4″ N, 7° 52′ 15″ O | Tütingen 6  | Durchmesser ca. 15 m und Höhe ca. 1,2 m. Rund. Rand an Ostseite abgesetzt.                                | 28949551 | BW   |
| 52° 31′ 4″ N, 7° 52′ 16″ O | Tütingen 7  | Durchmesser ca. 13 m und Höhe ca. 0,8 m. Rund. Rand schlecht abgesetzt. An Südseite Einkuhlung.           | 28949552 | BW   |
| 52° 31′ 3″ N, 7° 52′ 18″ O | Tütingen 8  | Durchmesser ca. 16 m und Höhe ca. 1 m. Rund. Rand schlecht abgesetzt. Abgeflachte Kuppe.                  | 28949553 | BW   |
| 52° 31′ 4″ N, 7° 52′ 19″ O | Tütingen 9  | Durchmesser ca. 11 m und Höhe ca. 1,3 m. Rund. Rand schlecht abgesetzt. Gestört durch tiefe Pflugfurchen. | 28949554 | BW   |
| 52° 31′ 5″ N, 7° 52′ 19″ O | Tütingen 10 | Durchmesser ca. 12 m und Höhe ca. 0,7 m. Rund. Südöstl. Rand flach auslaufend.                            | 28949555 | BW   |
| 52° 31′ 5″ N, 7° 52′ 20″ O | Tütingen 13 | Durchmesser ca. 11 m und Höhe ca. 0,8 m. Rund. Rand schlecht abgesetzt. Pflugspuren.                      | 28949556 | BW   |
| 52° 31′ 5″ N, 7° 52′ 22″ O | Tütingen 14 | Durchmesser ca. 15 m und Höhe ca. 1 m. Rund.Rand schlecht abgesetzt. Pflugspuren.                         | 28949557 | BW   |
| 52° 31′ 4″ N, 7° 52′ 17″ O | Tütingen 16 | Durchmesser ca. 13 m und Höhe ca. 0,7 m. Rund. Beim Tiefpflügen leicht beschädigt.                        | 28949558 | BW   |
| 52° 31′ 4″ N, 7° 52′ 17″ O | Tütingen 17 | Durchmesser ca. 9 m und Höhe ca. 0,6 m. Rund. Rand schlecht abgesetzt, gestört durch tiefe Pflugfurchen.  | 28949559 | BW   |

## Westerholte
| Lage                        | Bezeichnung                  | Beschreibung | ID       | Bild           |
| --------------------------- | ---------------------------- | --- | -------- | -------------- |
| 52° 29′ 22″ N, 7° 52′ 38″ O | Westerholte 2, Großsteingrab | Bezeichnung: „Rickelmann II (Nord)“. Steinkammer in etwa nordost-südwestlicher Richtung in einer gleichgerichteten engen, ovalen Einfassung. Beide Langseiten sind mit verhältnismäßig vielen in situ befindlichen Trägern trotz einiger Störungen gut erkennbar erhalten. Die beiden Abschlusssteine stehen ebenfalls in situ, lichte Weite 14 m × 1,8 m. Sieben Decksteine noch vorhanden, der östliche liegt in situ auf, der westliche ist nach außen verschleppt, die übrigen in der Kammer. In der Mitte der Südseite der mit zehn Joch Länge angenommenen Kammer befand sich der Eingang, von dem ein östlicher Träger in situ erhalten ist. Von der Einfassung sind noch zwölf Steine am Ostende und im Süden erhalten, sie wird 19 m × 6,5 m gemessen haben. An einem Findling im Eingangsbereich an der Südseite sind mehrere Sprenglöcher angebracht. (Sprockhoff Nr. 893) | 28936021 | Weitere Bilder |
| 52° 29′ 31″ N, 7° 52′ 58″ O | Westerholte 3, Großsteingrab | Bezeichnung: „Meyer“. Auf voller Länge erhalten. H. bis 1,2 m. Umgibt kranzförmig die ehemalige Steinkammer. An einem Deckstein ist ein altes Sprengloch zu erkennen. (Sprockhoff Nr. 891) | 28951364 | Weitere Bilder |
| 52° 29′ 25″ N, 7° 52′ 54″ O | Westerholte 4, Großsteingrab | Bezeichnung: „Reinecke“. Steinkammer in ungefährer O-W-Richtung. Von sieben Trägern der Nordwand stehen drei in situ, der westliche und der mittlere sind nach innen gefallen, der östliche zerbrochen. Die beiden Träger der Schmalseiten ebenfalls in situ. Von den sieben erhaltenen Trägern der südlichen Langwand stehen die meisten wohl in situ. Ein Deckstein ist erhalten und liegt mitten in der Kammer. Das Grab liegt in einem sehr flachen Hügel. Die Rekonstruktion nimmt ein sich nach Westen verjüngendes Bauwerk von zehn Jochen an, dessen lichte Weite 14,6 m × 2,5 m bis 1,8 m betragen haben wird. (Sprockhoff Nr. 892) | 28936023 | Weitere Bilder |
| 52° 29′ 15″ N, 7° 52′ 47″ O | Westerholte 5, Großsteingrab | Bezeichnung: „Rickelmann I (Süd)“. Auf der nördl. Langseite stehen sechs Träger in situ, auf der südl. Langseite nur sieben. Kein Einfassungsstein mehr vorhanden. Ehemaliger Standort möglicherweise am O-Ende, wo sich heute 2 tiefere Löcher sind. Im westl. Grabeninnenbereich zwei Findlinge, bei denen es sich wahrscheinlich um nach innen gedrückte Träger der nördl. Langseite handelt. (Sprockhoff Nr. 894) | 28936013 | Weitere Bilder |
| 52° 29′ 1″ N, 7° 52′ 52″ O  | Westerholte 6, Großsteingrab | Bezeichnung: „Grumfeld West“. Lange Steinkammer in enger ovaler Einfassung, allgemeine Richtung ONO-WSW. Laut Sprockhoff ist der Befund recht merkwürdig und legt nahe, zwei hintereinanderliegende Steinkammern in einer Umfassung anzunehmen. Im Westteil der erhaltenen Umfassung liegt eine Steinkammer aus großen Steinen, die sehr markant ist. Diese Kammer war zehn Decksteine lang, von denen neun erhalten sind, und der Eingang befand sich nur etwas aus der Mitte der südlichen Langseite vor dem sechsten Deckstein von Westen gerechnet. Die Träger der Langseiten und der westliche Abschlussstein stehen in der Mehrzahl noch in situ, der Träger der östlichen Schmalseite ist nicht zu sehen. Einige Decksteine liegen noch in situ auf, der östliche ist zerbrochen. Der mächtigste ist der Tordeckstein. Ein Träger des Ganges, auf der Ostseite, ist vorhanden, desgleichen ein Deckstein des Ganges. Die lichte Weite der westlichen, sich zum Westende stark verengenden Kammer muss man mit 17 m × 2,5 m bis 1 m annehmen. Die östliche Kammer dürfte im Inneren etwa 12 m lang sein. (Sprockhoff Nr. 895) | 28936025 | Weitere Bilder |
| 52° 29′ 0″ N, 7° 53′ 4″ O   | Westerholte 7, Großsteingrab | Bezeichnung: „Grumfeld-Ost“. Stark beschädigte Steinkammer in nordost-südwestlicher Richtung. An der Nordwand sind sechs in alter Stellung, auf der Südwand ebenfalls sechs Träger vorhanden, hier jedoch nur einer in situ. Überdies liegen Sprengstücke von Trägern umher. Drei Decksteine liegen in der Kammer, der östliche nur wenig abgerutscht, ein vierter ist nach außen geschleppt. Der westliche Schmalseitenträger fehlt. Die Kammer muss an die 19 m lang gewesen sein, so dass nur noch zwei Drittel vorhanden sind. An einem Trümmer des östl. Decksteins ist ein Sprengloch zu erkennen, ebenso an zwei Trägern im Westteil. (Sprockhoff Nr. 896) | 28936027 | Weitere Bilder |
| 52° 29′ 22″ N, 7° 52′ 39″ O | Westerholte 12, Grabhügel    | Durchmesser ca. 18 m und Höhe ca. 1,8 m. Rund. In der Kuppe eine größere Eingrabung von ca. 7 m Dm. und 1 m Tiefe, durch die ein Gehweg führt. | 28951363 | BW             |
| 52° 29′ 33″ N, 7° 52′ 55″ O | Westerholte 13, Grabhügel    | Durchmesser ca. 18 m und Höhe ca. 1,5 m. Rund. Rand abgesetzt, in der Kuppe eine tiefe Eingrabung von ca. 5 m Dm. und 0,8 m Tiefe. | 28951364 | BW             |
| 52° 29′ 5″ N, 7° 53′ 0″ O   | Westerholte 14, Grabhügel    | Durchmesser ca. 21 m und Höhe ca. 2,1 m. Rund. Rand abgesetzt. In der Kuppe mehrere alte Eingrabungen. Im N und im S reicht ein Rodungswall an den Hügel heran. | 28951365 | BW             |
| 52° 28′ 56″ N, 7° 53′ 6″ O  | Westerholte 15, Grabhügel    | Durchmesser ca. 13 m und Höhe ca. 1,5 m. Rund. Rand gut abgesetzt. In der Mitte eine (rekonstruierte) Steinkiste mit 3 Jochen aus Granitfindlingen offen. Die Zwischenräume der Trägersteine sind mit Zwickelmauerwerk gefüllt, der Boden mit Steinen ausgelegt. | 28936015 | BW             |
| 52° 28′ 55″ N, 7° 52′ 59″ O | Westerholte 16, Grabhügel    | Durchmesser ca. 17 m und Höhe ca. 1,5 m. Rund. Rand abgesetzt, in der Kuppe eine runde Eingrabung. | 28951366 | BW             |
| 52° 29′ 10″ N, 7° 52′ 50″ O | Westerholte 17, Grabhügel    | Durchmesser ca. 13 m und Höhe ca. 1,2 m. Rund. Rand abgesetzt; in der Kuppe eine alte runde Eingrabung. | 28951367 | BW             |
| 52° 29′ 35″ N, 7° 51′ 55″ O | Westerholte 23, Grabhügel    | Durchmesser ca. 17 m und Höhe ca. 1,5 m. Rund. Rand flach auflaufend. In der Kuppe eine flache Mulde von ca. 3,5 m Dm. | 28951368 | BW             |
| 52° 29′ 29″ N, 7° 51′ 53″ O | Westerholte 24, Grabhügel    | Durchmesser ca. 19 m und Höhe ca. 2 m. Rund. Rand abgesetzt. In der Kuppe eine flache längliche Mulde. | 28951369 | BW             |
| 52° 29′ 26″ N, 7° 51′ 51″ O | Westerholte 25, Grabhügel    | Durchmesser ca. 17 m und Höhe ca. 1,4 m. Rund. Rand abgesetzt. In der Hügelkuppe eine Mulde von 3 m Dm. sowie Tierbaue. Am nordöstl. Hügelfuß führt ein Waldweg entlang. | 28951370 | BW             |
| 52° 29′ 23″ N, 7° 51′ 53″ O | Westerholte 26, Grabhügel    | Durchmesser ca. 13 m und Höhe ca. 0,7 m. Rund. Rand auslaufend. In der Kuppe eine flache Eingrabung. | 28951371 | BW             |
| 52° 29′ 20″ N, 7° 51′ 56″ O | Westerholte 27, Grabhügel    | Durchmesser ca. 23 m und Höhe ca. 1 m. Rund. Rand auslaufend. In der Kuppe eine Mulde von 4 m Dm. und ca. 0,5 m Tiefe; Tierbaue. | 28951372 | BW             |
| 52° 29′ 15″ N, 7° 52′ 1″ O  | Westerholte 28, Grabhügel    | Größe ca. 22 × 12 m und Höhe ca. 1,1 m. Oval, O-W orientiert. Tiefe Pflanzfurchen in O-W-Orientierung. | 28951373 | BW             |
| 52° 29′ 4″ N, 7° 53′ 38″ O  | Westerholte 30, Grabhügel    | Durchmesser ca. 12 m und Höhe ca. 1,2 m. Rund. Rand abgesetzt. In der Kuppe eine runde Eingrabung. | 28951374 | BW             |
| 52° 29′ 4″ N, 7° 53′ 35″ O  | Westerholte 31, Grabhügel    | Durchmesser ca. 14 m und Höhe ca. 1,2 m. Rund. Rand abgesetzt, westl. Hügelfuß durch Parzellenwallgraben angeschnitten. | 28951375 | BW             |
| 52° 29′ 2″ N, 7° 53′ 28″ O  | Westerholte 32, Grabhügel    | Durchmesser ca. 15 m und Höhe ca. 1,3 m. Rund. An S-Seite Rodungswall aufgeschoben. | 28951379 | BW             |
| 52° 29′ 2″ N, 7° 53′ 5″ O   | Westerholte 33, Grabhügel    | Durchmesser ca. 19 m und Höhe ca. 1,3 m. Ränder flach auslaufend. Im S reicht ein Rodungswall direkt bis an den Hügelfuß. | 28951380 | BW             |
| 52° 29′ 15″ N, 7° 53′ 13″ O | Westerholte 34, Grabhügel    | Durchmesser ca. 16 m und Höhe ca. 1,6 m. Rund. Nach O relativ flach auslaufend, sonst steiler geböscht. Tierbaue, sonst ungestört. | 28951381 | BW             |
| 52° 29′ 51″ N, 7° 53′ 14″ O | Westerholte 37, Grabhügel    | Durchmesser ca. 18 m und Höhe ca. 1,5 m. Rund. | 28951382 | BW             |
| 52° 29′ 14″ N, 7° 52′ 3″ O  | Westerholte 60, Grabhügel    | Durchmesser ca. 9 m und Höhe ca. 1,5 m. Rund. Rand auslaufend. W-Hälfte bei Straßenbau zerstört. Im N- und O-Bereich Eingrabungen. | 28951376 | BW             |
| 52° 29′ 25″ N, 7° 51′ 53″ O | Westerholte 65, Grabhügel    | Durchmesser ca. 15 m und Höhe ca. 1,5 m. Rund. In der Kuppe eine Eingrabung. | 28951377 | BW             |
| 52° 29′ 5″ N, 7° 53′ 34″ O  | Westerholte 68, Grabhügel    | Durchmesser ca. 14 m und Höhe ca. 1,4 m. Rund. Rand abgesetzt. In der Kuppe eine Eingrabung von ca. 3 m L. und 0,5 m Tiefe. | 28951378 | BW             |
| 52° 29′ 47″ N, 7° 53′ 11″ O | Westerholte 70, Grabhügel    | Durchmesser ca. 9 m und Höhe ca. 0,6 m. Rund. Kuppe etwas abgeflacht. Von Pflanzfurchen in O-W-Orientierung überzogen. | 28951383 | BW             |
| 52° 29′ 47″ N, 7° 53′ 12″ O | Westerholte 71, Grabhügel    | Durchmesser ca. 8 m und Höhe ca. 0,5 m. Rund. In der Kuppe eine Eingrabung. N-Teil von Pflanzfurchen in O-W-Orientierung überzogen, S-Teil von Waldweg überquert. | 28951384 | BW             |
| 52° 29′ 47″ N, 7° 53′ 9″ O  | Westerholte 72, Grabhügel    | Durchmesser ca. 18 m und Höhe ca. 1,2 m. Rund. Über den nördl. Bereich verläuft ein Waldweg | 28949541 | BW             |
| 52° 29′ 45″ N, 7° 53′ 16″ O | Westerholte 73, Grabhügel    | Durchmesser ca. 17 m und Höhe ca. 1,3 m. Rund. Kuppe abgeflacht, darin mehrere Tierbaue. | 28949542 | BW             |
| 52° 29′ 46″ N, 7° 53′ 8″ O  | Westerholte 74, Grabhügel    | Durchmesser ca. 6,5 m und Höhe ca. 0,5 m. Rund. Von Pflanzfurchen in O-W-Orientierung überzogen. | 28949543 | BW             |
| 52° 29′ 41″ N, 7° 52′ 52″ O | Westerholte 82, Grabhügel    | In einem Rodungsstreifen zwischen zwei Ackerflächen ist der Zentralbereich noch vorhanden. H. ca. 0,7 m. | 28949544 | BW             |

### Westerholte 18
- ID: 28934316
- 6 Grabhügel, die dicht aneinandergereiht liegen. Dm. 8 – 15 m; H. 0,4 – 1,4 m.

| Lage                        | Bezeichnung    | Beschreibung | ID       | Bild |
| --------------------------- | -------------- | --- | -------- | ---- |
| 52° 30′ 30″ N, 7° 53′ 37″ O | Westerholte 18 | Durchmesser ca. 13 m und Höhe ca. 0,7 m. Rund. Rand flach auslaufend, flache Kuppenmulde. In O-W-Orientierung von tiefen Pflanzfurchen überzogen. | 28949545 | BW   |
| 52° 30′ 29″ N, 7° 53′ 36″ O | Westerholte 19 | Durchmesser ca. 15 m und Höhe ca. 1,4 m. Rund. Rand abgesetzt. In O-W-Richtung von tiefen Pflanzfurchen überzogen.                                | 28949546 | BW   |
| 52° 30′ 28″ N, 7° 53′ 33″ O | Westerholte 20 | Durchmesser ca. 11 m und Höhe ca. 0,8 m. Rund. Rand schlecht abgesetzt, Kuppenmulde.                                                              | 28949547 | BW   |
| 52° 30′ 28″ N, 7° 53′ 33″ O | Westerholte 21 | Länglich. In O-W-Orientierung von tiefen Pflanzfurchen überzogen.                                                                                 | 28949548 | BW   |
| 52° 30′ 28″ N, 7° 53′ 35″ O | Westerholte 38 | Durchmesser ca. 8 m und Höhe ca. 0,4 – 0,6 m. Rund. Rand schlecht abgesetzt, Kuppenmulde. In O-W-Richtung von tiefen Pflanzfurchen überzogen.     | 28949549 | BW   |
| 52° 30′ 28″ N, 7° 53′ 32″ O | Westerholte 39 | Durchmesser ca. 13 m und Höhe ca. 0,8 m. Annähernd rund. Von Pflanzfurchen in WSW-ONO-Orientierung überzogen.                                     | 28949550 | BW   |

### Westerholte 94
- ID: 49778396
- Grabhügelgruppe. Insgesamt 6 Hügel, die sich etwa in W-O-Richtung auf einer Geländeerhöhung aufreihen. Unterschiedliche Erhaltungszustände und teils durch Kopfstiche gestört. Rundhügel, Dm. zwischen ca. 12 und 18 m und Höhe von ca. 0,5 – 1,2 m.

| Lage                        | Bezeichnung    | Beschreibung                                                                                   | ID       | Bild |
| --------------------------- | -------------- | ---------------------------------------------------------------------------------------------- | -------- | ---- |
| 52° 30′ 37″ N, 7° 53′ 23″ O | Westerholte 94 | Durchmesser ca. 12 m und Höhe ca. 0,6 m. Annähernd rund. Im südlichen Bereich eine Einkuhlung. | 49778279 | BW   |
| 52° 30′ 37″ N, 7° 53′ 24″ O | Westerholte 95 | Durchmesser ca. 15 m und Höhe ca. 1,2 m. Annähernd rund. Zentrale Einkuhlung auf der Kuppe.    | 49778299 | BW   |
| 52° 30′ 37″ N, 7° 53′ 25″ O | Westerholte 96 | Durchmesser ca. 18 m und Höhe ca. 0,8 m. Rund.                                                 | 49778311 | BW   |
| 52° 30′ 38″ N, 7° 53′ 26″ O | Westerholte 97 | Durchmesser ca. 12 m und Höhe ca. 0,8 m. Rundoval.                                             | 49778323 | BW   |
| 52° 30′ 38″ N, 7° 53′ 27″ O | Westerholte 98 | Durchmesser ca. 12 m und Höhe ca. 0,6 – 0,8 m. Annähernd rund.                                 | 49778334 | BW   |
| 52° 30′ 39″ N, 7° 53′ 28″ O | Westerholte 99 | Durchmesser ca. 13 m und Höhe ca. 0,5 m. Annähernd rund. Stark abgegraben.                     | 49778387 | BW   |